# Zornia herbacea
Zornia herbacea är en ärtväxtart som beskrevs av Henri François Pittier. Zornia herbacea ingår i släktet Zornia och familjen ärtväxter. Inga underarter finns listade i Catalogue of Life.